# Язва двенадцатиперстной кишки
Язва двенадцатиперстной кишки (лат. ulcus duodeni) — язва, возникающая в результате действия кислоты и пепсина на слизистую оболочку двенадцатиперстной кишки у людей с повышенной чувствительностью.
Язвенная болезнь (лат. Ulcus Enteritis) характеризуется рецидивирующим течением, то есть чередованием периодов обострений (чаще весной или осенью) и периодов ремиссии. В отличие от эрозии (поверхностного дефекта слизистой), язва заживает с образованием рубца.

## Эпидемиология
В мире от язвенной болезни страдают около 10 % населения, причём у мужчин это заболевание встречается вдвое чаще, чем у женщин. Язвы в двенадцатиперстной кишке образуются в четыре раза чаще, чем в желудке. Если язвенный дефект обнаруживается и в желудке, и в двенадцатиперстной кишке, такие язвы называются сочетанными.

## Этиология
По последним уточненным данным 56 % язв двенадцатиперстной кишки во всем мире связаны с инфекцией H. pylori, к более редким причинам относятся: гастринома, приём нестероидных противовоспалительных препаратов, хроническая обструктивная болезнь лёгких, цирроз печени, почечная недостаточность, болезнь Крона, целиакия, лимфома, и другие. Колонизация слизистой оболочки Helicobacter pylori является причиной усиления факторов агрессии (соляная кислота, пепсин, нарушение эвакуаторной деятельности желудка, дуоденогастральный рефлюкс), и ослабления факторов защиты (слизеобразование, регенерация эпителия, резистентность слизистой, синтез простагландинов, кровоснабжение, синтез панкреатических бикарбонатов)

## Виды
| Название                                                                                               | Код МКБ-10 |
| --- | ---------- |
| Язва двенадцатиперстной кишки острая с кровотечением                                                   | K26.0      |
| Язва двенадцатиперстной кишки острая с прободением                                                     | K26.1      |
| Язва двенадцатиперстной кишки острая с кровотечением и прободением                                     | K26.2      |
| Язва двенадцатиперстной кишки острая без кровотечения и прободения                                     | K26.3      |
| Язва двенадцатиперстной кишки хроническая или неуточненная с кровотечением                             | K26.4      |
| Язва двенадцатиперстной кишки хроническая или неуточненная с прободением                               | K26.5      |
| Язва двенадцатиперстной кишки хроническая или неуточненная с кровотечением и прободением               | K26.6      |
| Язва двенадцатиперстной кишки хроническая без кровотечения и прободения                                | K26.7      |
| Язва двенадцатиперстной кишки не уточненная как острая или хроническая без кровотечения или прободения | K26.9      |

## Клиническая картина
Основные проявления язвенной болезни — болевой и диспепсический синдромы. На боль в верхней половине живота (чаще в эпигастральной области) жалуются до 75 % пациентов. Примерно 50 % больных испытывают боль незначительной интенсивности, а примерно у трети больных наблюдаются резко выраженные боли. Боль может появляться или усиливаться при физической нагрузке, употребления острой пищи, продолжительном перерыве в приеме пищи, приёме алкоголя. При типичном течение язвенной болезни боли имеют четкую связь с приемом пищи, они возникают при обострении заболевания и характеризуются сезонностью. Кроме того, довольно характерно уменьшение или даже исчезновение боли после приёма пищевой соды, пищи, антисекреторных и антацидных препаратов.

## Обследование
- Клинический анализ крови.

Клинический анализ крови при неосложненном течении язвенной болезни чаще всего остается без существенных изменений. Иногда отмечается незначительное повышение содержания гемоглобина и эритроцитов, но может обнаруживаться и анемия, свидетельствующая о явных или скрытых кровотечениях. Лейкоцитоз и ускорение СОЭ встречаются при осложненных формах язвенной болезни.
- Анализ кала на скрытую кровь[6].

- Исследование кислотообразующей функции желудка, которое проводится с помощью внутрижелудочной pH-метрии (в последние годы — с помощью суточного мониторирования внутрижелудочного pH).

При язвах двенадцатиперстной кишки и пилорического канала обычно отмечаются повышенные (реже — нормальные) показатели кислотной продукции.
- Рентгенологический метод исследования.

При рентгенологическом исследовании обнаруживаются рубцово-язвенная деформация луковицы двенадцатиперстной кишки, нарушения гастродуоденальной моторики. В настоящее время применяется редко, в основном в случаях, когда невозможно проведение эндоскопического исследования.
- Эндоскопический метод исследования.

Эндоскопическое исследование подтверждает наличие язвенного дефекта, уточняет его локализацию, глубину, форму, размеры, позволяет оценить состояние дна и краев язвы, выявить сопутствующие изменения слизистой оболочки.
- Биопсия с последующим гистологическим исследованием полученного материала.

Данное исследование дает возможность исключить злокачественный характер язвенного поражения.
- Исследования наличия в слизистой оболочке желудка Helicobacter pylori.

- Электрогастроэнтерография и антродуоденальная манометрия — позволяют выявить нарушения гастродуоденальной моторики.

## Осложнения
- Язвенное кровотечение проявляется рвотой типа «кофейной гущи» или дегтеобразным стулом, иногда беспокоят слабость, головокружение, потеря сознания, снижение артериального давления, тахикардия[6].
- Перфорация язвы. Предрасполагающими факторами, как правило, являются физическое перенапряжение, стресс, приём алкоголя и некоторых лекарственных средств, переедание, но иногда перфорация возникает внезапно на фоне бессимптомного течения язвенной болезни. Характеризуется «кинжальными» болями в эпигастральной области, напряжением прямых мышц живота. При поздней диагностике возможно развитие перитонита[6].
- Стеноз привратника развивается при язвах в начальной части двенадцатиперстной кишки, после операций по ушиванию прободной язвы. Характеризуется рвотой едой, съеденной накануне, отрыжкой с запахом тухлых яиц.
- Пенетрация — проникновение язвы в окружающие ткани, например, в поджелудочную железу, малый сальник, жёлчный пузырь, общий желчный проток. Характеризуется упорными болями.

## Лечение
Лечение язвы двенадцатиперстной кишки должно быть комплексным, помимо лекарственных средств оно должно включать в себя: диету (стол 1а, 1щ, 1л/ж, 1п) отказ от курения и алкоголя, соблюдение режима труда и отдыха, снижение стрессовых факторов, санаторно-курортное лечение.
Основные принципы диетического питания при язвенной болезни двенадцатиперстной кишки — частое (5-6 раз), дробное питание с термическим, механическим и химическим щажением, необходимо исключить из рациона жареную, острую, копчёную, сильно солёную пищу, а также соления, маринады, газированные напитки, любые виды алкоголя, цитрусовые. В большинстве случаев показано назначение диеты № 1 по М. И. Певзнеру.
Из лекарственных средств применяют: антациды, Н2-блокаторы, ингибиторы протонной помпы. При обнаружении H. pylori проводится эрадикационная антихеликобактерная терапия.